# Wojkowice Kościelne (gmina)
Wojkowice Kościelne – dawna gmina wiejska, istniejąca de facto w latach 1867–1941, a formalnie do w latach 1867–1949, ponadto w nowej odsłonie w latach 1973–75 w Kieleckiem i Katowickiem. Siedzibą gminy były Wojkowice Kościelne, po II wojnie światowej Ząbkowice.

## Pierwsza odsłona

### Królestwo Polskie
Gmina Wojkowice Kościelne powstała 1 stycznia?/13 stycznia 1867 w związku z reformą gminną w Królestwie Polskim. Należała do powiatu będzińskiego w guberni piotrkowskiej.

### Okupacja austriacka i niemiecka
Podczas I wojny światowej prawie cała gmina Wojkowice Kościelne (oprócz części Sikorki) znalazała się pod okupacją niemiecką.
- 27 lutego 1915 do gminy Wojkowice Kościelne przyłączono położone na  północ od Kolei Warszawsko-Wiedeńskiej słabo zaludnione części[7]:
  - gminy Dąbrowa Górnicza (m.in. Zielona, Korzeniec, Kłoda czy Dębnik),
  - gminy Olkusko-Siewierskiej[8]:
    - część Gołonоga (m.in. Łęknice i Piekło),
    - część Ząbkowic (obecnie jest to nowoczesne centrum Ząbkowic koło Domu Kultury, lecz wówczas centrum Ząbkowic znajdowało się po wschodniej części kolei, przy kościele Zesłania Ducha Świętego).
- 2 sierpnia 1915 do gminy Wojkowice Kościelne przyłączono miejscowości Preczów i Sarnów ze znieisonej gminy Gzichów[9]. 17 września 1915 miejscowości te weszły w skład nowo utworzonej gminy Łagisza[10].
- 27 lipca 1915 sąd gminny w gminie Wojkowice Kościelne przeniesiono do Siewierza[11].

### II RP
Zmiany wprowadzone podczas I wojny światowej zniesiono 20 marca 1919 przez administrację polską. W okresie międzywojennym gmina Wojkowice Kościelne należała do powiatu będzińskiego w woj. kieleckim.
1 lipca 1926 do gminy Wojkowice Kościelne włączono wieś Góra Siewierska z gminy Bobrowniki.
1 października 1927 z gminy Wojkowice Kościelne wyłączono wieś Strzyżowice, włączając ją do gminy Bobrowniki.

### II wojna światowa / PRL
Gminę Wojkowice Kościelne zniesiono de facto pod okupacją z dniem 15 marca 1941, tworząc z niej gminę Ząbkowice (Zombkowitz). Po wojnie utrzymano de facto ten stan; według publikacji z 1946 i 1948 roku istniała po wojnie gmina Ząbkowice.
Formalnie, tzn. przez administrację polską, gminę Wojkowice Kościelne zniesiono dopiero 1 stycznia 1950 roku, a jej obszar "włączono":
- do formalnie aktywowanej gminy Ząbkowice (gromady Antoniów, Bielowizna, Marianki, Sikorka, Trzebiesławice, Tuliszów, Ujejsce, Warężyn, Wojkowice Kościelne i Wygiełzów),
- do gminy Łagisza (gromady Brzękowice, Dąbie, Goląsza i Malinowice)
- do gminy Bobrowniki (gromada Góra Siewierska).

## Druga odsłona
Gminę Wojkowice Kościelne reaktywowano 1 stycznia 1973 roku w powiecie będzińskim, w woj. katowickim. W jej skład weszły sołectwa Podwarpie, Trzebiesławice, Tuliszów, Ujejsce, Warężyn i Wojkowice Kościelne.
27 maja 1975 roku gmina została zniesiona a jej obszar włączony do miasta Ząbkowice.
- 1 lutego 1977 miasto Ząbkowice przyłączono do Dąbrowy Górniczej, oprócz Podwarpia, Trzebiesławic, Tuliszowa, Warężyna i Wojkowic Kościelnych, które włączono do gminy Siewierz[26][27]. W rzeczywistości, w skład Dąbrowy Górniczej z obszaru miasta Ząbkowice weszły: Ząbkowice właściwe, ponadto Ujejsce (należące w latach 1973–75 do gminy Wojkowice Kościelne), Bugaj, Sikorka i Tucznawa (należące w latach 1973–75 do gminy Ząbkowice) oraz Błędów, Kuźniczka Nowa, Łazy, Łęka, Łosień, Okradzionów i Rudy (należące w latach 1973–75 do gminy Łosień). 1 stycznia 1993 Trzebiesławice wyłączono z gminy Siewierz i włączono do  Dąbrowy Górniczej[28].